# Port lotniczy Budapeszt im. Ferenca Liszta
Port lotniczy Budapeszt im. Ferenca Liszta – największy międzynarodowy port lotniczy Węgier, znajduje się 16 km na południowy wschód od centrum Budapesztu. Oferuje loty po całej Europie, do Azji, Bliskiego Wschodu i Północnej Ameryki.
Od 2011 patronem portu jest Ferenc Liszt.

## Linie lotnicze i połączenia
| Linia lotnicza          | Kierunek |
| ----------------------- | --- |
| Aegean Airlines         | 1. Ateny |
| Aer Lingus              | 1. Dublin |
| Aeroexpress Regional    | 1. Kluż-Napoka |
| Air Cairo               | Sezonowo: 1. Hurghada |
| Air China               | 1. Pekin 2. Chongqing |
| Air France              | 1. Paryż-Charles de Gaulle |
| Air Serbia              | 1. Belgrad |
| airBaltic               | 1. Ryga |
| AJet                    | 1. Stambuł-Sabiha Gökçen |
| Arkia Israel Airlines   | Sezonowo: 1. Tel Awiw |
| Austrian Airlines       | 1. Wiedeń |
| Bluebird Airways        | 1. Tel Awiw |
| British Airways         | 1. Londyn-Heathrow |
| Brussels Airlines       | 1. Bruksela |
| China Southern Airlines | 1. Kanton |
| EasyJet                 | 1. Bazylea 2. Genewa 3. Londyn-Gatwick 4. Lyon 5. Paryż-Charles de Gaulle |
| EgyptAir                | 1. Kair |
| El Al                   | 1. Tel Awiw |
| Emirates                | 1. Dubaj |
| Eurowings               | 1. Kolonia/Bonn 2. Düsseldorf 3. Hamburg 4. Stuttgart |
| Finnair                 | 1. Helsinki |
| Flydubai                | 1. Dubaj |
| FLYYO                   | Czarter: 1. Tel Awiw |
| Hainan Airlines         | 1. Shenzhen |
| Iberia                  | 1. Madryt |
| Israir                  | 1. Tel Awiw |
| Jazeera Airways         | Sezonowo: 1. Kuwejt (od 5 czerwca 2025) |
| Jet2.com                | 1. Birmingham 2. Leeds/Bradford 3. East Midlands (od 10 października 2025) 4. Manchester Sezonowo: 1. Glasgow (od 28 listopada 2025) 2. Newcastle |
| KLM                     | 1. Amsterdam |
| Korean Air              | 1. Seul-Inczon |
| LOT                     | 1. Warszawa-Chopin |
| Lufthansa               | 1. Frankfurt 2. Monachium |
| Luxair                  | 1. Luksemburg |
| Norwegian Air Shuttle   | 1. Kopenhaga 2. Oslo-Gardermoen 3. Sztokholm-Arlanda |
| Pegasus Airlines        | 1. Stambuł-Sabiha Gökçen Sezonowe czartery: 1. Antalya |
| Qanot Sharq             | 1. Taszkent |
| Qatar Airways           | 1. Doha |
| Ryanair                 | 1. Alicante 2. Ateny 3. Barcelona 4. Bari 5. Paryż-Beauvais 6. Belfast-International 7. Mediolan-Bergamo 8. Berlin 9. Birmingham 10. Bolonia 11. Bristol 12. Cagliari 13. Katania 14. Bruksela-Charleroi 15. Kopenhaga 16. Dublin 17. Edynburg 18. Faro 19. Gran Canaria 20. Frankfurt-Hahn 21. Katowice (od 3 lipca 2025) 22. Lizbona 23. Londyn-Stansted 24. Madryt 25. Málaga 26. Malta 27. Manchester 28. Marsylia 29. Mediolan-Malpensa 30. Neapol 31. Norymberga 32. Palermo 33. Pafos 34. Piza 35. Porto 36. Praga 37. Rzym-Ciampino 38. Shannon 39. Sztokholm-Arlanda 40. Sofia 41. Tel Awiw 42. Teneryfa-Południe 43. Saloniki 44. Sewilla 45. Tirana 46. Treviso 47. Triest 48. Walencja 49. Warszawa-Modlin Sezonowo: 1. Alghero 2. Amman 3. Burgas 4. Castellon 5. Chania 6. Korfu 7. East Midlands 8. Göteborg 9. Lanzarote 10. Mykonos 11. Palma de Mallorca 12. Preweza 13. Rodos 14. Rimini 15. Skiathos 16. Zadar 17. Zakintos |
| SAS                     | 1. Kopenhaga |
| SCAT Airlines           | 1. Szymkent (od 27 maja 2025) |
| Shanghai Airlines       | 1. Ningbo 2. Szanghaj-Pudong 3. Xi'an |
| Smartwings              | Sezonowe czartery: 1. Antalya 2. Barcelona 3. Burgas 4. Korfu 5. Heraklion 6. Hurghada 7. Karpatos 8. Kefalonia 9. Marsa Alam 10. Palma de Mallorca 11. Preweza 12. Rodos 13. Szarm el-Szejk 14. Tirana 15. Zakintos |
| SunExpress              | Sezonowo: 1. Antalya 2. Izmir |
| SWISS                   | 1. Zurych |
| TAROM                   | 1. Bukareszt |
| TUI Airways             | Sezonowo: 1. Londyn-Gatwick 2. Manchester |
| Turkish Airlines        | 1. Stambuł |
| Wizz Air                | 1. Abu Zabi 2. Alicante 3. Amman 4. Ateny 5. Baku 6. Barcelona 7. Bari 8. / Bazylea 9. Berlin 10. Birmingham 11. Bilbao (od 1 lipca 2025) 12. Braszów 13. Bukareszt-Băneasa 14. Katania 15. Bruksela 16. Bruksela-Charleroi 17. Kiszyniów 18. Kopenhaga 19. Dortmund 20. Dubaj 21. Eindhoven 22. Erywań 23. Madera 24. Gdańsk (od 30 czerwca 2025) 25. Genua 26. Girona 27. Giza 28. Glasgow 29. Gran Canaria 30. Hurghada 31. Stambuł 32. Dżudda 33. Kutaisi 34. Larnaka 35. Lizbona 36. Liverpool 37. Londyn-Gatwick 38. Londyn-Luton 39. Madera 40. Madryt 41. Malaga 42. Malta 43. Marrakesz 44. Mediolan-Malpensa 45. Memmingen 46. Neapol 47. Nicea 48. Paryż-Orly 49. Podgorica 50. Reykjavík-Keflavík 51. Rzym-Fiumicino 52. Salerno 53. Szarm el-Szejk 54. Skopje 55. Stambuł 56. Stuttgart 57. Sztokholm-Arlanda 58. Târgu Mureș 59. Tel Awiw 60. Teneryfa-Południe 61. Saloniki 62. Tirana 63. Walencja 64. Wenecja 65. Wilno (od 30 czerwca 2025) 66. Warszawa-Chopin 67. Wrocław (od 1 lipca 2025) 68. Erywań Sezonowo: 1. Alghero 2. Antalya 3. Burgas 4. Chania 5. Korfu 6. Heraklion 7. Palma de Mallorca 8. Rodos 9. Santorini 10. Zakintos |

### Cargo
| Linia lotnicza         | Kierunek                                                                                        |
| ---------------------- | ----------------------------------------------------------------------------------------------- |
| Cargolux               | 1. Aszchabad 2. Baku 3. Bangkok-Suvarnabhumi 4. Hongkong 5. Luksemburg 6. Shenzhen 7. Zhengzhou |
| Ethiopian Cargo        | 1. Hongkong 2. Liège                                                                            |
| FedEx Express          | 1. Paryż-Charles de Gaulle                                                                      |
| Hungary Air Cargo      | 1. Zhengzhou                                                                                    |
| Korean Air Cargo       | 1. Frankfurt 2. Seul-Inczon                                                                     |
| Qatar Airways Cargo    | 1. Doha 2. Praga                                                                                |
| Sichuan Airlines Cargo | 1. Ałmaty 2. Chengdu                                                                            |
| Turkish Airlines Cargo | 1. Stambuł                                                                                      |
| UPS Airlines           | 1. Kolonia/Bonn                                                                                 |
| My Freighter           | 1. Taszkent                                                                                     |